# Campionato russo di scacchi
Il Campionato russo di scacchi (in russo Чемпионат России по шахматам?) è un torneo che si gioca in Russia per determinare il campione nazionale di scacchi.
In seguito alle vicende politiche che hanno interessato la Russia nel corso del XX secolo, il campionato russo di scacchi ha assunto nel corso degli anni varie forme.
Il primo campione russo è considerato Emanuel Schiffers, che nel 1874 sconfisse Andrej Čardin (+5 –4) in un match a San Pietroburgo.
Il suo allievo Michail Čigorin lo sconfisse nel 1879 sempre a San Pietroburgo (+7 =2 –4).  Nel 1899 fu giocato il primo torneo di campionato, con la formula del girone all'italiana, noto allora come "Campionato magistrale di tutte le Russie" ,in quanto vi partecipavano giocatori provenienti da tutto l'Impero russo.
Dopo la rivoluzione bolscevica e la formazione dell'Unione Sovietica, si disputò, dal 1920 al 1991, il campionato sovietico di scacchi, ma la Repubblica socialista federativa sovietica russa (RSFSR) continuò ad organizzare un proprio campionato.
Dal 1992, in seguito allo scioglimento dell'Unione Sovietica, la Federazione di scacchi russa ha organizzato un unico campionato, proseguendo con la numerazione precedente della RSFSR.
Fino al 2003 il torneo era organizzato con il sistema svizzero (ad eccezione del 1997 e 1999, in cui si scelse la formula dell'eliminazione diretta), mentre dal 2004 in poi si gioca un torneo all'italiana.

## Campionati della Russia Imperiale

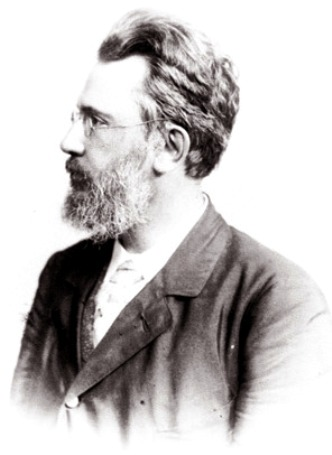
Emanuel Schiffers, il primo campione di scacchi della Russia

| #  | Anno | Città           | Vincitore                           |
| -- | ---- | --------------- | ----------------------------------- |
| 1  | 1874 | San Pietroburgo | Emanuel Schiffers                   |
| 2  | 1879 | San Pietroburgo | Michail Čigorin                     |
| 3  | 1899 | Mosca           | Michail Čigorin                     |
| 4  | 1900 | Mosca           | Michail Čigorin                     |
| 5  | 1903 | Kiev            | Michail Čigorin                     |
| 6  | 1905 | San Pietroburgo | Georg Salwe[1]                      |
| 7  | 1907 | Łódź            | Akiba Rubinštejn                    |
| 8  | 1909 | Vilnius         | Akiba Rubinštejn                    |
| 9  | 1912 | Vilnius         | Akiba Rubinštejn                    |
| 10 | 1914 | San Pietroburgo | Aleksandr Alechin Aaron Nimzowitsch |

## Campionati russi dal 1920

### Campionati della R.S.F.S.R. (1920-1991)

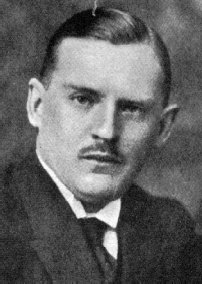
Aleksandr Alechin, primo vincitore del campionato della Repubblica Socialista Sovietica Russa

| #  | Anno | Città           | Vincitore                                                      |
| -- | ---- | --------------- | -------------------------------------------------------------- |
| 1  | 1920 | Mosca           | Aleksandr Alechin                                              |
| 2  | 1923 | Pietrogrado     | Sergej Romanovskij                                             |
| 3  | 1928 | Mosca           | Pëtr Izmajlov                                                  |
| 4  | 1934 | Mosca           | Sergej Belavenec                                               |
| 5  | 1935 | Gorkij          | Aleksandr Toluš                                                |
| 6  | 1946 | Sverdlovsk      | Isaak Boleslavs'kyj                                            |
| 7  | 1947 | Kujbyšev        | Nikolaj Novotel'nov                                            |
| 8  | 1948 | Saratov         | Nikolaj Aratovskij Georgij Ilivickij                           |
| 9  | 1949 | Jaroslavl'      | Pëtr Dubinin Georgij Ilivickij                                 |
| 10 | 1950 | Gor'kij         | Rašid Nežmetdinov                                              |
| 11 | 1951 | Jaroslavl'      | Rašid Nežmetdinov                                              |
| 12 | 1952 | Tula            | Lev Aronin Nikolaj Krogius                                     |
| 13 | 1953 | Saratov         | Rašid Nežmetdinov                                              |
| 14 | 1954 | Rostov sul Don  | Leonid Šamkovič                                                |
| 15 | 1955 | Leningrado      | Anatolij Lutikov                                               |
| 16 | 1956 | Kislovodsk      | Leonid Šamkovič                                                |
| 17 | 1957 | Krasnodar       | Rašid Nežmetdinov                                              |
| 18 | 1958 | Soči            | Rašid Nežmetdinov                                              |
| 19 | 1959 | Voronež         | Anatolij Lutikov                                               |
| 20 | 1960 | Perm'           | Vitalij Tarasov                                                |
| 21 | 1961 | Omsk            | Leŭ Paluhaeŭski                                                |
| 22 | 1963 | Čeljabinsk      | Anatolij Lejn                                                  |
| 23 | 1964 | Kazan'          | Nikolaj Krogius                                                |
| 24 | 1966 | Saratov         | Igor' Zacharov Anatolij Lejn Vladimir Sergievskij              |
| 25 | 1968 | Groznyj         | Aleksandr Zajcev                                               |
| 26 | 1970 | Kujbyšev        | Anatolij Karpov                                                |
| 27 | 1971 | Penza           | Oleg Dement'ev Valerij Zil'berštejn                            |
| 28 | 1972 | Rostov sul Don  | Vitalij Ceškovskij                                             |
| 29 | 1973 | Omsk            | Valerij Korenskij Jurij Rusakov Vitalij Ceškovskij             |
| 30 | 1974 | Tula            | Nuchim Raškovskij                                              |
| 31 | 1976 | Novosibirsk     | Nuchim Raškovskij                                              |
| 32 | 1977 | Volgograd       | Valerij Žuravlëv Lev Psachis                                   |
| 33 | 1979 | Sverdlovsk      | Aleksandr Pančenko                                             |
| 34 | 1980 | Kazan'          | Aleksandr Petrušin                                             |
| 35 | 1981 | Vladimir        | Pavel Zarubin                                                  |
| 36 | 1982 | Stavropol'      | Anatolij Vajser Valerij Čechov                                 |
| 37 | 1984 | Brjansk         | Gennadij Tunik                                                 |
| 38 | 1985 | Sverdlovsk      | Aleksandr Petrušin                                             |
| 39 | 1986 | Smolensk        | Veniamin Štyrenkov                                             |
| 40 | 1987 | Kursk           | Andrej Charitonov                                              |
| 41 | 1988 | Voronež         | Ratmir Cholmov Vadim Ruban                                     |
| 42 | 1989 | Nižnij Novgorod | Aleksej Vyžmanavin                                             |
| 43 | 1990 | Kujbyšev        | Andrej Charlov Vladimir Kramnik Ruslan Šerbakov Maksim Sorokin |
| 44 | 1991 | Smolensk        | Sergej Rublëvskij                                              |
| #  | Anno | Città          | Vincitrice                            |
| -- | ---- | -------------- | ------------------------------------- |
| 1  | 1934 | Mosca          | Vera Ciudova                          |
| 2  | 1935 | Gorkij         | Nina Golubeva                         |
| 3  | 1947 | Ivanovo        | Olga Strelova                         |
| 4  | 1948 | Kujbyšev       | Alessandra Daibo                      |
| 5  | 1949 | Stavropol      | Vera Tikhomirova                      |
| 6  | 1950 | Rostov sul Don | Vera Tikhomirova                      |
| 7  | 1951 | Ivanovo        | Tema Filanovskaya                     |
| 8  | 1952 | Saratov        | Vera Tikhomirova                      |
| 9  | 1953 | Soci           | Vera Tikhomirova                      |
| 10 | 1954 | Gorkij         | Tema Filanovskaya                     |
| 11 | 1955 | Taganrog       | Tema Filanovskaya                     |
| 12 | 1956 | Tuapse         | Valentina Borisenko                   |
| 13 | 1957 | Caluga         | Valentina Borisenko                   |
| 14 | 1958 | Saratov        | Valentina Borisenko                   |
| 15 | 1959 | Jaroslavl      | Klara Skegina                         |
| 16 | 1960 | Soci           | Valentina Borisenko                   |
| 17 | 1961 | Sverdlovsk     | Klara Skegina                         |
| 18 | 1963 | Tula           | Klara Skegina                         |
| 19 | 1964 | Dubna          | Natalia Konopleva                     |
| 20 | 1966 | Krasnodar      | Rimma Bilunova                        |
| 21 | 1968 | Nalchik        | Rimma Bilunova                        |
| 22 | 1970 | Kostroma       | Vera Ushakova                         |
| 23 | 1971 | Krasnodar      | Ljudmila Ljubarskaja                  |
| 24 | 1972 | Volgograd      | Ludmila Saunina                       |
| 25 | 1973 | Arcangelo      | Ludmila Vericheva                     |
| 26 | 1974 | Nalchik        | Alessandra Kislova                    |
| 27 | 1975 | Čeljabinsk     | Alessandra Kislova                    |
| 28 | 1976 | Penza          | Valentina Kozlovskaja                 |
| 29 | 1977 | Kaliningrad    | Natalia Alekhina                      |
| 30 | 1979 | Caluga         | Valentina Kozlovskaja-Ludmila Saunina |
| 31 | 1980 | Voronež        | Elena Achmilovskaja                   |
| 32 | 1981 | Sverdlovsk     | Nadeżda Putjatina                     |
| 33 | 1982 | Ordzhonikidze  | Natalia Alekhina                      |
| 34 | 1983 | Kaliningrad    | Larisa Olnareva                       |
| 35 | 1985 | Lipeck         | Ludmila Saunina                       |
| 36 | 1986 | Saratov        | Alla Grinfeld-Ludmila Saunina         |
| 37 | 1987 | Sverdlovsk     | Tatiana Stepovaia                     |
| 38 | 1988 | Sverdlovsk     | Tatiana Stepovaia                     |
| 39 | 1989 | Sverdlovsk     | Tatiana Stepovaia                     |
| 40 | 1990 | Podol'sk       | Ketevan Arakhamia-Grant               |
| 41 | 1991 | Leopoli        | Svetlana Matveeva                     |

## Campionati della Repubblica Russa (1992 - )
| #  | Anno | Città           | Vincitore              |
| -- | ---- | --------------- | ---------------------- |
| 45 | 1992 | Orël            | Aleksej Gavrilov       |
| 46 | 1993 | Tjumen'         | Aleksej Bezgodov       |
| 47 | 1994 | Ėlista          | Pëtr Svidler           |
| 48 | 1995 | Ėlista          | Pëtr Svidler           |
| 49 | 1996 | Ėlista          | Aleksandr Chalifman    |
| 50 | 1997 | Ėlista          | Pëtr Svidler           |
| 51 | 1998 | San Pietroburgo | Aleksandr Morozevič    |
| 52 | 1999 | Mosca           | Konstantin Sakaev      |
| 53 | 2000 | Samara          | Sergej Volkov          |
| 54 | 2001 | Ėlista          | Aleksandr Motylëv      |
| 55 | 2002 | Krasnodar       | Aleksandr Lastin       |
| 56 | 2003 | Krasnojarsk     | Pëtr Svidler           |
| 57 | 2004 | Mosca           | Garri Kasparov         |
| 58 | 2005 | Mosca           | Sergej Rublëvskij      |
| 59 | 2006 | Mosca           | Evgenij Alekseev       |
| 60 | 2007 | Mosca           | Aleksandr Morozevič    |
| 61 | 2008 | Mosca           | Pëtr Svidler           |
| 62 | 2009 | Mosca           | Aleksandr Griščuk      |
| 63 | 2010 | Mosca           | Jan Nepomnjaščij       |
| 64 | 2011 | Mosca           | Pëtr Svidler           |
| 65 | 2012 | Mosca           | Dmitrij Andrejkin      |
| 66 | 2013 | Nižnij Novgorod | Pëtr Svidler[2]        |
| 66 | 2014 | Kazan'          | Igor' Lysyj            |
| 67 | 2015 | Čita            | Evgenij Tomaševskij[3] |
| 68 | 2016 | Novosibirsk     | Aleksandr Rjazancev[4] |
| 69 | 2017 | San Pietroburgo | Pëtr Svidler           |
| 70 | 2018 | Satka           | Dmitrij Andrejkin      |
| 71 | 2019 | Votkinsk-Iževsk | Evgenij Tomaševskij    |
| 72 | 2020 | Mosca           | Jan Nepomnjaščij       |
| 73 | 2021 | Ufa             | Nikita Vitjugov        |
| 74 | 2022 | Cheboksary      | Daniil Dubov           |
| 75 | 2023 | San Pietroburgo | Vladislav Artem'ev     |
| 76 | 2024 | Barnaul         | Vladislav Artem'ev     |
| #  | Anno | Città           | Vincitrice             |
| -- | ---- | --------------- | ---------------------- |
| 1  | 1992 | ?               | Svetlana Prudnikova    |
| 2  | 1993 | Lipeck          | Ljudmila Zajceva       |
| 3  | 1994 | Ėlista          | Ekaterina Kovalevskaja |
| 4  | 1995 | Ėlista          | Julija Dëmina          |
| 5  | 1996 | Ėlista          | Ljudmila Zajceva       |
| 6  | 1997 | Ėlista          | Alisa Galljamova       |
| 7  | 1998 | Ėlista          | Svetlana Prudnikova    |
| 8  | 1999 | Mosca           | Julija Dëmina          |
| 9  | 2000 | Ėlista          | Ekaterina Kovalevskaja |
| 10 | 2001 | Ėlista          | Olga Zimina            |
| 11 | 2002 | Ėlista          | Tat'jana Kosinceva     |
| 12 | 2003 | Ėlista          | Irina Slavina Turova   |
| 13 | 2004 | Kazan'          | Tat'jana Kosinceva     |
| 14 | 2005 | Samara          | Aleksandra Kostenjuk   |
| 15 | 2006 | Gorodec         | Ekaterina Korbut       |
| 16 | 2007 | Mosca           | Tat'jana Kosinceva     |
| 17 | 2008 | Mosca           | Nadežda Kosinceva      |
| 18 | 2009 | Mosca           | Alisa Galljamova       |
| 19 | 2010 | Mosca           | Alisa Galljamova       |
| 20 | 2011 | Mosca           | Valentina Gunina       |
| 21 | 2012 | Mosca           | Natal'ja Pogonina      |
| 22 | 2013 | Nižnij Novgorod | Valentina Gunina       |
| 23 | 2014 | Kazan'          | Valentina Gunina       |
| 24 | 2015 | Čita            | Aleksandra Gorjačkina  |
| 25 | 2016 | Novosibirsk     | Aleksandra Kostenjuk   |
| 26 | 2017 | San Pietroburgo | Aleksandra Gorjačkina  |
| 27 | 2018 | Satka           | Natalija Pogonina      |
| 28 | 2019 | Votkinsk-Iževsk | Olga Girya             |
| 29 | 2020 | Mosca           | Aleksandra Gorjačkina  |
| 30 | 2021 | Ufa             | Valentina Gunina       |
| 31 | 2022 | Cheboksary      | Valentina Gunina       |
| 32 | 2023 | San Pietroburgo | Baira Kovanova         |
| 33 | 2024 | Barnaul         | Kateryna Lahno         |

## Plurivincitori
Assoluto:
- 8 campionati: Pëtr Svidler.
- 5 campionati: Rašid Nežmetdinov.
- 2 campionati: Aleksandr Morozevič, Dmitrij Andrejkin, Evgeny Tomashevsky, Jan Nepomnjaščij, Vladislav Artem'ev.

Femminile:
- 5 campionati: Valentina Gunina.
- 3 campionati: Tat'jana Kosinceva, Aleksandra Gorjačkina.
- 2 campionati: Svetlana Prudnikova, Ljudmila Zajceva, Ekaterina Kovalevskaja, Julija Dëmina, Aleksandra Kostenjuk, Alisa Galljamova, Natalija Pogonina.